# Oratorio di San Pietro Martire (Pontedassio)
L'oratorio di San Pietro Martire è un luogo di culto cattolico situato nel comune di Pontedassio, in piazza San Pietro, in provincia di Imperia. L'edificio è attiguo alla chiesa parrocchiale di Santa Margherita di Antiochia.

## Storia e descrizione
L'attuale struttura architettonica dell'edificio religioso, pur esistente già dal 1585, si presenta nelle forme tardo barocche del Seicento. In facciata, sopra al portale, è collocato un affresco ritraente La Vergine e i santi Pietro martire e Francesco.
All'interno è conservata la pala d'altare della Madonna col Bambino e i santi Pietro martire, Stefano e Antonio da Padova, opera del XVII secolo e attribuita al pittore genovese Gio Stefano Verdura; un dipinto di inizio Seicento raffigurante le Anime Purganti del triorese Bernardo Raibado; un crocifisso processionale del XVIII secolo in legno policromo.
L'altare maggiore, in muratura e stucco, è attribuibile alla scuola scultorea dei Marvaldi.